# 카를로스 사우라
카를로스 사우라(Carlos Saura, 1932년 1월 4일~2023년 2월 10일)는 스페인의 영화 감독이다.

## 출연 작품
- 더 킹 오브 올 더 월드 (2021)
- 로사 로세. 어 스페니쉬 시빌 워 엘레지 (2021)
- 빛의 건축가 렌조 피아노 (2018)
- 서칭 포 잉그마르 베르히만 (2018)
- J: 플라멩코를 넘어서 (2016)
- 33 데이즈 (2016)
- 아르헨티나 (2015)
- 플라멩코, 플라멩코 (2010)
- 돈 조반니 (2009)
- 크리티코 (2008)
- 파두 (2007)
- 이베리아 (2005)
- 7번째 날 (2004)
- 살로메 (2002)
- 브뉴엘과 솔로몬 왕의 탁자 (2001)
- 보르도의 고야 (1999)
- 그 빛 (1998)
- 작은 새 (1998)
- 탱고 (1998)
- 택시 (1996)
- 플라멩고 (1995)
- 안나 이야기 (1993)
- 마라톤 (1992)
- 남향 (1992)
- 세빌리아 여자들 (1992)
- 아 카르멜라 (1990)
- 어두운 밤 (1989)
- 엘도라도 (1988)
- 마법사를 사랑하라 (1986)
- 막대기들 (1984)
- 카르멘 (1983)
- 달콤한 시간 (1982)
- 안토니에타 (1982)
- 피의 결혼식 (1981)
- 질주 (1981)
- 엄마의 100번째 생일 (1979)
- 가려진 눈 (1978)
- 엘리자, 내 사랑 (1977)
- 까마귀 기르기 (1976)
- 사촌 안젤리카 (1974)
- 안나와 늑대들 (1973)
- 기쁨의 정원 (1970)
- 벌집 (1969)
- 셋의 압박 (1968)
- 얼음에 얼린 박하 (1967)
- 사냥 (1966)
- 산적을 위한 탄식 (1964)
- 개구쟁이들 (1960)